# Nationaler Aktionsplan Wirtschaft und Menschenrechte
Der Nationale Aktionsplan – Umsetzung der UN-Leitprinzipien für Wirtschaft und Menschenrechte (2016–2020) (NAP) ist eine Initiative der Deutschen Bundesregierung zur Verbesserung der Menschenrechtssituation entlang der Wertschöpfungs- und Lieferketten von deutschen Unternehmen in Deutschland und weltweit, wobei gleichzeitig das Ziel weltweit gleicher Wettbewerbsbedingungen („global level playing field“) verfolgt wird.
Der Aktionsplan wurde am 16. Dezember 2016 vom Bundeskabinett beschlossen und wird vom Interministeriellen Ausschuss für Wirtschaft und Menschenrechte (IMA) unter Federführung des Auswärtigen Amtes umgesetzt.

## Hintergrund
In Deutschland tätige Unternehmen unterliegen der Rechtsordnung der Bundesrepublik, in der eine Vielzahl an Normen zum Schutz der Menschenrechte enthalten ist. Bei internationaler Geschäftstätigkeit gestaltet sich die Ermittlung tatsächlicher oder potenziell negativer Auswirkungen auf die Menschenrechte allerdings schwieriger. Die im Juni 2011 im Konsens durch den Menschenrechtsrat der Vereinten Nationen verabschiedeten Leitprinzipien für Wirtschaft und Menschenrechte setzen daher einen internationalen Referenzrahmen, der mit seinem Drei-Säulen-Modell aus „Schutz, Achtung und Abhilfe“ Pflichten und Verantwortlichkeiten aller Akteure klar umschreibt. Zentral ist dabei die Darstellung menschenrechtlicher Sorgfaltspflichten von Unternehmen, die folglich ein wichtiges Element des NAPs darstellen.

## Ziele und Inhalte
Die Bundesregierung formuliert im NAP die Erwartung, dass alle Unternehmen ihrer menschenrechtlichen Sorgfaltspflicht nachkommen, indem sie Prozesse etablieren, die nachteilige Auswirkungen ihrer Geschäftstätigkeit ermitteln, verhüten und mindern. Die Bundesregierung definiert die Sorgfaltspflicht dazu anhand folgender fünf Kernelemente:
- Grundsatzerklärung der Unternehmensleitung zur Achtung der Menschenrechte
- Einrichtung eines Verfahrens zur Ermittlung tatsächlicher und potenziell nachteiliger Auswirkungen auf Menschenrechte (Risikoanalyse)
- konkrete Maßnahmen zur Vorbeugung und Vermeidung nachteiliger Auswirkungen unternehmerischer Tätigkeit auf Menschenrechte (Abhilfe)
- Berichterstattung
- Einrichtung eines Beschwerdemechanismus

Zusätzlich thematisiert der NAP die staatlichen Verpflichtungen zum Menschenrechtsschutz. Es werden politische Maßnahmen u. a. in den folgenden Bereichen festgelegt:
- Öffentliche Beschaffung und Verarbeitung
- Außenwirtschaftsförderung
- Handelspolitik
- Entwicklungspolitik

So stellt der NAP beispielsweise eine Verknüpfung zwischen der Einhaltung der menschenrechtlichen Sorgfaltspflicht und Instrumenten der Außenwirtschaftsförderung (z. B. Exportkreditgarantien, Investitionsgarantien) her. Die Prüfung menschenrechtlicher Aspekte erhält im Prüfverfahren zur Gewährung von Instrumenten der Außenwirtschaftsförderung stärkere Eigenständigkeit und Sichtbarkeit.

### Umsetzung und Maßnahmen des NAPs
Die Steuerung der NAP-Umsetzung obliegt dem regelmäßig tagenden Interministeriellen Ausschuss Wirtschaft und Menschenrechte, dem neben dem federführenden Auswärtigen Amt neun weitere Ministerien (BMF, BMI, BMWi,  BMJV, BMAS, BMEL, BMFSFJ, BMU und BMZ) angehören. Darüber hinaus nimmt das Bundeskanzleramt einen Beobachterstatus ein. Der IMA erhält Empfehlungen und Kommentierungen aus der zivilgesellschaftlichen Stakeholder-Plattform zum NAP, der „AG Wirtschaft und Menschenrechte“ des nationalen CSR-Forums, welche regelmäßig im BMAS tagt.

### Unterstützung für Unternehmen
Im NAP verpflichtet sich die Bundesregierung zu einem Maßnahmenkatalog, um der staatlichen Pflicht zum Menschenrechtsschutz auch im Kontext der globalisierten Wirtschaft gerecht zu werden. Damit deutsche Unternehmen ihrer anspruchsvollen Aufgabe menschenrechtlicher Sorgfalt insbesondere in Wertschöpfungs- und Lieferketten gerecht werden können, bietet die Bundesregierung Unterstützungsleistungen z. B. in Form praxisnaher Beratung an.
Mit dem NAP hat die Bundesregierung den NAP Helpdesk Wirtschaft und Menschenrechte in der Agentur für Wirtschaft und Entwicklung als unterstützendes Element für Unternehmen und Verbände eingerichtet. Zentrale Aufgabe des NAP Helpdesks ist die Erst- und Verweisberatung sowie die Sensibilisierung für den Themenkomplex „Wirtschaft und Menschenrechte“ allgemein. Die Unterstützung besteht konkret aus vertraulicher und kostenfreier Beratung, Vermittlung zu relevanten Partnern sowie Veranstaltungen zum Austausch zwischen Politik, Wirtschaft und Zivilgesellschaft.
Brancheninitiativen wie z. B. das Bündnis für Nachhaltige Textilien oder das Forum Nachhaltiger Kakao, der Round Table Menschenrechte im Tourismus oder das Forum Nachhaltiges Palmöl unterstützen Unternehmen in der Umsetzung ihrer menschenrechtlichen Sorgfaltspflicht im jeweiligen Sektor.

### Beschwerdemechanismen / Wiedergutmachung
Als eines der fünf Kernelemente sind Unternehmen angehalten, Beschwerdemechanismen einzurichten, die allen Betroffenen zugänglich sind und die transparent und fair arbeiten.
Die „Nationale Kontaktstelle für die OECD-Leitsätze für multinationale Unternehmen“ (NKS) angesiedelt im BMWi, dient als außergerichtliche staatliche Beschwerdestelle. Das Kapitel IV der OECD-Leitsätze ist eng an die UN-Leitprinzipien für Wirtschaft und Menschenrechte angelehnt. Bei möglichen Unternehmensverstößen in Bezug auf Menschenrechte kann die Nationale Kontaktstelle daher eine Anlaufstelle für Betroffene oder andere Beschwerdeführer sein. Der NAP hält fest, dass Unternehmen, die sich um staatliche Unterstützung durch die Instrumente der Außenwirtschaftsförderung bewerben, an möglicherweise gegen das Unternehmen gerichtete Beschwerdeverfahren bei der NKS teilnehmen müssen. Zusätzlich sollen Branchen-Dialoge dazu beitragen, dass in Zukunft branchenspezifische Beschwerdemechanismen entwickelt werden.

### Monitoring der NAP-Umsetzung durch Unternehmen
Der NAP etabliert keine neuen gesetzlichen Pflichten für Unternehmen. Die Bundesregierung untermauert ihre Erwartungshaltung an die Unternehmen jedoch mit einer klaren Zielvorgabe. Im NAP heißt es: „Ziel ist es, dass mindestens 50 % aller in Deutschland ansässigen Unternehmen mit über 500 Beschäftigten bis 2020 die in Kapitel III beschriebenen Elemente menschenrechtlicher Sorgfalt in ihre Unternehmensprozesse integriert haben. Hierzu gehört auch, dass die Unternehmen, wenn sie bestimmte Verfahren und Maßnahmen nicht umsetzen, darlegen können, warum dies nicht geschehen ist (“Comply or Explain”-Mechanismus).
Die Einhaltung der fünf Kernelemente des NAP wird ab 2018 jährlich überprüft. So wurden im Herbst 2018 erste Interviews mit Unternehmen durchgeführt, außerdem fanden Gespräche mit Vertreterinnen und Vertretern von Stakeholdergruppen (Sozialpartner, Wirtschaftsverbände, Nichtregierungsorganisationen) statt. Als Arbeitsgrundlage für das Vorgehen in dieser Phase diente der sogenannte „Inception Report“ vom September 2018. Darauf folgte ein erster Zwischenbericht im Juli 2019, in dem auch die methodischen Vorgaben der Bundesregierung für das weitere Vorgehen dargelegt sind.[4] Am 29. Juli 2019 wurde per E-Mail ein Anschreiben an rund 1.800 Unternehmen versandt, in dem im Namen der Bundesregierung um Teilnahme an der quantitativen Erhebung 2019 gebeten wurde. Die Stichprobe wurde im Oktober 2019 um 1.500 Unternehmen erweitert. Diese erste quantitative Erhebung ging am 31. Oktober 2019 zu Ende. Von den damals kontaktierten 3.300 Unternehmen wurden rund 460 Fragebögen verwertbare eingereicht, so dass die Ergebnisse – mit gewissen Bandbreiten – repräsentativ sind. Zentrales Ergebnis war, dass 17 bis 19 Prozent der Unternehmen darlegen konnten, die Anforderungen des NAP an die menschenrechtliche Sorgfalt angemessen umzusetzen („Erfüller“). Zudem wurden 9 bis 11 Prozent Unternehmen identifiziert, die die Anforderungen zwar nicht erfüllen, aber insgesamt einen hohen Standard und gute Praktiken zeigen („Unternehmen auf gutem Weg“). Diese und weitere Ergebnisse sind im zweiten Zwischenbericht vom Februar 2020 dokumentiert, der zudem die Befunde und methodischen Aspekte umfassend erläutert. Der zweite Zwischenbericht wurde mit Unternehmen und Verbänden, Sozialpartnern und der Zivilgesellschaft im Rahmen der AG Wirtschaft und Menschenrechte diskutiert.
Die Bundesregierung hat nach der Erhebung 2019 festgestellt, dass die „Bewertungsmethodik insgesamt angemessen“ ist. Änderungen für die Erhebung 2020 wurden in Bezug auf die Größe der Stichprobe und die Kontaktierung der Unternehmen vorgenommen. Zudem wurde im Lichte der Erfahrungen und Ergebnisse der Erhebung 2019 „der Fragebogen und der Anforderungsrahmen geprüft und leicht angepasst, um potenziellen Missverständnissen im Hinblick auf die Anforderungen des NAP vorzubeugen“. Der Befragungszeitraum für die zweite quantitative Erhebung startete am 2. März 2020 und wurde aufgrund der außergewöhnlichen Situation im Kontext der COVID-19-Pandemie um rund einen Monat auf den 29. Mai 2020 verlängert. Auch in dieser Erhebungsphase wurden insgesamt 455 verwertbare Fragebögen ausgefüllt, sodass erneut repräsentative Aussagen möglich sind. Die im Fragebogen erteilten Auskünfte der Unternehmen werden einem mehrstufigen Plausibilitäts-Check unterworfen. Unternehmen können im Rahmen der Befragungen eine Umsetzungsplanung im Hinblick auf einzelne NAP-Anforderungen bis Ende 2020 geltend machen. Die tatsächliche Umsetzung dieser Planung wird Anfang 2021 nachgeprüft, bis dahin gilt ein Unternehmen weder als „Erfüller“ noch als „Nicht-Erfüller“.[5] Um zu würdigen, dass sich Unternehmen erkennbar auf den Weg gemacht haben, die menschenrechtliche Sorgfaltspflicht einzuhalten, informieren die Berichte auch über eine Gruppe von Unternehmen, die zwar zu den „Nicht-Erfüllern“ gehören, aber schon gute Ansätze erkennen lassen.

## Abschließende Erhebung 2020
Am 14. Juli 2020 informierte das Auswärtige Amt über erste Ergebnisse der Erhebung 2020: Erneut haben weniger als 50 Prozent der Unternehmen die NAP-Vorgaben erfüllt. Der 3. Zwischenbericht, der die Erhebungsphase 2020 zum Gegenstand hat, wurde am 15. September 2020 veröffentlicht. Dem Koalitionsvertrag entsprechend hat die Bundesregierung auf Basis der Ergebnisse aus dem Monitoring-Prozess im Juli 2020 die Beratungen über eine gesetzliche Regelung der menschenrechtlichen Sorgfaltspflicht von Unternehmen in ihren internationalen Lieferketten begonnen:
„Sofern weniger als 50 % der zuvor genannten Unternehmen bis 2020 die in Kapitel III [des NAP] beschriebenen Elemente menschenrechtlicher Sorgfalt in ihre Unternehmensprozesse integriert haben und daher keine ausreichende Umsetzung erfolgt ist, wird die Bundesregierung weitergehende Schritte bis hin zu gesetzlichen Maßnahmen prüfen.“ Diese konkrete Zieldefinition eines NAP und das Monitoring als Überprüfungsinstrument sind international einzigartig. Im Koalitionsvertrag für die 19. Legislaturperiode heißt es dazu: „Falls die wirksame und umfassende Überprüfung des NAP zu dem Ergebnis kommt, dass die freiwillige Selbstverpflichtung der Unternehmen nicht ausreicht, werden wir national gesetzlich tätig und uns für eine EU-weite Regelung einsetzen.“
Mit dem Kabinettsbeschluss vom 3. März 2021 hat die Bundesregierung den Entwurf eines Sorgfaltspflichtengesetzes verabschiedet.

## Prozess der Erstellung des Aktionsplans
Das Auswärtige Amt (AA) übernahm 2014 die Federführung in dem Erstellungsprozess des NAP, welcher sich an internationalen Empfehlungen, insbesondere des UN-Hochkommissariats für Menschenrechte orientierte. Ende 2014 wurde eine Steuerungsgruppe einberufen, die aus sechs Ministerien (AA, BMAS, BMJV, BMWi, BMZ, und BMUB), drei Vertretern der Wirtschaftsverbände (BDA, BDI und DIHK), zwei Vertretern von Verbänden der Nichtregierungsorganisationen (Forum Menschenrechte und VENRO), einem Vertreter des Deutschen Gewerkschaftsbundes (DGB) sowie zwei beratende Mitgliedern (DIMR und econsense) bestand. In den zwei Formaten Plenumskonferenzen und Anhörungen wurden die Konsultation mit Experten sowie die Einbeziehung der Öffentlichkeit ermöglicht.
Eine erste Plenumskonferenz im November 2014 im AA diente der Identifikation von Schwerpunktthemen, die im Konsens der Teilnehmenden aus Wirtschaft, Gewerkschaften, NGOs und Bundesministerien vereinbart wurden. Zu diesen Themen wurden Themenpaten aus der Steuerungsgruppe ernannt. Im Mai 2015 legte das DIMR, auf der Basis von Experteninterviews mit den unterschiedlichen Gruppen von Verfahrensbeteiligten, ein sogenanntes „National Baseline Assessment“ (Status-Quo-Bericht) vor. Die Bestandsaufnahme wurde in einer zweiten Plenumskonferenz, durchgeführt vom BMAS und AA, im Mai 2015 mit der interessierten Öffentlichkeit diskutiert. An insgesamt zwölf Anhörungen zu den Schwerpunktthemen, die zwischen April und November 2015 stattfanden, nahmen jeweils rund 40 Experten teil. Die Anhörungen wurden mit einer dritten Plenumskonferenz, veranstaltet von BMZ und AA, im Dezember 2015 zusammengeführt, und die Konsultationsphase damit abgeschlossen. Nach einer Abstimmungsphase mit den übrigen Bundesministerien wurde das Dokument im Dezember 2016 dem Bundeskabinett vorgelegt und dort verabschiedet.
Im Jahr 2021 überarbeitet und aktualisiert die Bundesregierung den NAP Wirtschaft und Menschenrechte im Austausch mit Stakeholdern aus Zivilgesellschaft, Wirtschaft und Verbänden. Damit will die Bundesregierung einen Beitrag leisten, die weltweite Menschenrechtslage zu verbessern und die Globalisierung mit Blick auf die Agenda 2030 für nachhaltige Entwicklung sozial zu gestalten.

## Kritik
Verschiedene deutsche Nichtregierungsorganisationen (CorA, Forum Menschenrechte, VENRO, Amnesty International, Brot für die Welt, germanwatch, Misereor, Global Policy Forum), die zum Teil an der Erstellung des NAPs beteiligt waren, kritisierten in einem gemeinsamen Kommentar, dass der NAP hinter ihren Erwartungen zurückgeblieben sei. Insbesondere versäume er es von privaten und öffentlichen Unternehmen Verbindlichkeit zur menschenrechtlichen Sorgfalt einzufordern. Grundsätzlich positiv bewertet werden hingegen das Monitoring des NAPs, wie auch die Zielmarke, dass bis 2020 mindestens die Hälfte aller Unternehmen mit über 500 Mitarbeitern menschenrechtliche Sorgfaltspflichten in ihre Unternehmensprozesse integriert haben müssen. In dem Kommentar wird der Bundesregierung der Änderungsvorschlag unterbreitet, Unternehmen bei Missachtung ihrer Sorgfaltspflichten konsequenter von öffentlichen Aufträgen, Subventionen oder Außenwirtschaftsförderung auszuschließen.
Das ebenfalls an dem Erstellungsprozess beteiligte Deutsche Institut für Menschenrechte (DIMR) attestiert dem NAP in seiner Stellungnahme vom Dezember 2016 eine ambitionierte, doch zahnlose Zielsetzung. Andererseits findet das Anliegen Wertschätzung, eine branchen- und sektorspezifische Umsetzung der UN-Leitprinzipien voranzutreiben. Zwar kritisiert das DIMR die Aufforderung zur Berichterstattung als nicht besonders weitreichend, mit Branchendialogen und einem Unterstützungsangebot an die Unternehmen setze der NAP dennoch einen wichtigen Prozess in Gang, der letztlich über seine Qualität entscheide.